# Singles 1963-1965
Singles 1963-1965 utkom 2004 och är ett samlingsboxalbum med det brittiska rockbandet The Rolling Stones, med deras singlar åren 1963-1965.

## Låtlista
1. "Come On" - 1:49
2. "I Want to Be Loved" - 1:51
3. "I Wanna Be Your Man" - 1:44
4. "Stoned" - 2:09
5. "Bye Bye Johnny" - 2:10
6. "Money" - 2:33
7. "You Better Move On" - 2:41
8. "Poison Ivy" - 2:06
9. "Not Fade Away" - 1:48
10. "Little by Little" - 2:39
11. "It's All Over Now" - 3:30
12. "Good Times, Bad Times" - 2:30
13. "If You Need Me" - 2:05
14. "Empty Heart" - 2:38
15. "2120 South Michigan Avenue" - 2:10
16. "Confessin' the Blues" - 2:50
17. "Around and Around" - 3:04
18. "Tell Me" - 2:39
19. "I Just Want to Make Love to You" - 2:16
20. "Time Is on My Side" - 2:53
21. "Congratulations" - 2:28
22. "Little Red Rooster" - 3:06
23. "Off the Hook" - 2:34
24. "Heart of Stone" - 2:46
25. "What a Shame" - 3:02
26. "The Last Time" - 3:42
27. "Play With Fire" - 2:13
28. "We Want the Stones" - 0:12
29. "Everybody Needs Somebody to Love" - 0:35
30. "Pain in My Heart" - 2:03
31. "Route 66" - 2:36
32. "I'm Moving On" - 2:12
33. "I'm Alright" - 2:22